# Svatováclavská Dobrovolnická Rota
Svatováclavská Dobrovolnická Rota (Dobrovolnická svatováclavská rota SS, SS St Wenceslas legionen/kompaniet), var en enhet inom Waffen-SS mellan 5 mars och 5 maj 1945 som bestod helt av rekryter från Tjeckoslovakien.
Styrkan grundades 5 mars 1945 av riksprotektor Karl Hermann Frank . Det var den första och sista tjeckiska enheten i SS. Den skapades för olika ändamål, och planerades att ha omkring 1.000 män. Runt 80 man anslöt sig.
Enheten skickades till ett träningscenter vid Čeperka nära Unhošť. Utbildningen genomfördes av tyska officerare, högsta tjeckiska befäl var Eduard Chalupa. Volontärerna var beväpnade med gevär, en kulspruta och granater. I stället för uniformer fick de endast blå träningsbyxor och en jacka. Den enda utrustningen från SS var kamouflagekläder och stövlar.
Moralen i förbandet sjönk snart. Upproret i Prag började den 5 maj och leddes av rebeller från Kladno. SS-styrkan blev angripen av rebellstyrkan och delar försökte fly mot väster. Många tvingades ge upp men omkring 30 män lyckades ta sig in i Pilsen och gömma sig i skogen där amerikanska stridskrafter fann dem. Några i styrkan hamnade troligen i Spanien eller i främlingslegionen och deltog i Indokina-kriget. Eduard Chalupa försökte bränna några dokument om förbandet innan han greps. Han dömdes sedan till fängelse och avled i ofrihet 1960.